# 石坂公成
石坂 公成（いしざか きみしげ、1925年〈大正14年〉12月3日 - 2018年〈平成30年〉7月6日）は、日本の免疫学者。医学博士。ラホイヤ・アレルギー免疫研究所名誉所長。位階は従三位勲一等瑞宝章。文化勲章受章者。IgE抗体の発見者として知られる。

## 経歴
東京府生まれ。父は陸軍少将の石坂弘毅。叔父は元経団連会長石坂泰三。府立二中、旧制成蹊高等学校を経て、1948年、東京大学医学部卒業。
国立予防衛生研究所免疫血清室長、小児喘息研究所（デンバー）免疫部長、ジョンズ・ホプキンズ大学医学部教授（京都大学医学部教授兼任）、 ラホイヤ・アレルギー免疫研究所所長、カリフォルニア大学内科教授、米国免疫学会会長等歴任。
1983年、米国科学アカデミー（NAS)会員。
1966年2月20日、新しいアレルギー物質（IgE）の発見を共同研究者である妻の石坂照子と発表する。
「引退したら山形に帰りたい」という照子の願いをかなえるため、自らの引退の後、1996年に山形市に同道したが、照子は1998年に発病して山形大学病院に入院。長期入院する妻の看病を続けた。これらの縁から、山形大学客員・特別招聘教授、山形県教育委員会委員長などに就任している。
2018年7月6日午前7時58分、病気のため、山形県山形市で亡くなった。92歳没。叙従三位。
アレルギーの基礎研究や臨床応用に大きな貢献を残したことが評価されノーベル賞受賞の打診があったものの、夫婦一緒でなければそのような賞は不要であるとして受賞を断ったというエピソードが残っている。

## 学術賞
- 1972年 パサノ賞[2]
- 1973年 武田医学賞（免疫グロブリンEの発見とレアギン型アレルギーの機序に関する研究により）[11]
- 1973年 朝日賞（免疫グロブリンEの発見により）[12]
- 1973年 ガードナー国際賞
- 1973年 パウル・エールリヒ&ルートヴィヒ・ダルムシュテッター賞
- 1974年 恩賜賞・日本学士院賞（免疫グロブリンEの発見とレアギン型アレルギーの機序に関する研究により）[13]
- 2000年 日本国際賞（免疫グロブリンEの発見とアレルギー発症機序の解明により）[14]

## 栄典
- 1974年 文化勲章受勲、文化功労者選出
- 1999年 勲一等瑞宝章受勲[15]
- 2018年 叙従三位[16]
- 2019年 山形県名誉県民[17][18]

## 系譜
- 石坂氏　祖父・義雄は埼玉県大里郡奈良村（現熊谷市）の地主の家に生まれた。

```
　　　　　　　　きく
　　　　　　　　　┃
　　　　　　　　　┣━━━石坂公成
　　　　　　　　　┃
　　　　　　┏石坂弘毅
　　　　　　┃
　　　　　　┣石坂定義
　　　　　　┃
　　　　　　┃堀江悦之助
　　　　　　┃　┃
　　　　　　┣松江
　　　　　　┃
　　　　　　┃鈴木朔太郎
　　　　　　┃　┃
　　　　　　┣てい
　　　　　　┃
石坂義雄━━╋石坂泰三
　　　　　　┃　┃
　　　　　　┃雪子
　　　　　　┃
　　　　　　┣祖父江久治
　　　　　　┃　
　　　　　　┃
　　　　　　┣石坂銀五　
　　　　　　┃　
　　　　　　┃　　　
　　　　　　┗石坂禄朗　　┏石坂光雄
　　　　　　　　　┃　　　┃
　　　　　　　　　┣━━━╋石坂二朗
　　　　　　　　　┃　　　┃
　　林曄━━━━あや　　　┣石坂恒夫
　　　　　　　　　　　　　┃
　　　　　　　　　　　　　┗雅子

```

```
　　　　　　　　桂太郎━━井上三郎
　　　　　　　　　　　　　　┃
　　　　　　　　　　　　　　┣━━━井上光貞
　　　　　　　　　　　　　　┃　　　　┃
　　　　　　　　井上馨━━千代子　　　┃
　　　　　　　　　　　　　　　　　　　┃
　　　　　　　伊達宗徳━━二荒芳徳　　┃　　　
　　　　　　　　　　　　　　　┃　　┏明子
　　　　　　　　　　　　　　　┣━━┫
　　　　　　　　　　　　　　　┃　　┗治子
　　　北白川宮能久親王━━━拡子　　　　┃
　　　　　　　　　　　　　　　　　　　　┃
　　　　　　　　　　　　　　　　　　┏石坂一義
　　　　　　　　　　　　　　　　　　┃
　　　　　　　　　　　　　　　　　　┣石坂泰介
　　　　　　　　　　　　　　　　　　┃　　　
　　　　　　　　　　　　　石坂泰三　┣石坂泰夫
　　　　　　　　　　　　　　　┃　　┃
　　　　　　　　　　　　　　　┣━━╋石坂泰彦
　　　　　　　　　　　　　　　┃　　┃
　　　　　　　　　織田一━━雪子　　┣石坂信雄
　　　　　　　　　　　　　　　　　　┃
　　　　　　　　　　　　　　　　　　┣智子
　　　　　　　　　　　　　　　　　　┃
　　　　　　　　　　　　　　　　　　┗操子
　　　　　　　　　　　　　　　　　　　┃
　　　　　　　　　　　霜山精一━━霜山徳爾

```